# Chavismo
El chavismo es una ideología política surgida en Venezuela inspirada en los ideales de Hugo Chávez, quien gobernó entre 1999 y 2013. El propio chavismo se identifica como un movimiento cívico-militar de orientación socialista y bolivariana. Sus políticas gubernamentales se le han denominado como «Revolución bolivariana», dentro del fenómeno político de la «marea rosa». Actualmente, el chavismo es la ideología oficialista de la República Bolivariana de Venezuela, bajo el mandato de Nicolás Maduro.  
Este movimiento ha permanecido en el poder de Venezuela desde el 2 de febrero de 1999 a través de los gobiernos del propio Chávez (1999-2013) y de Nicolás Maduro (desde 2013). El chavismo se divide entre partidarios de Nicolás Maduro y quienes lo rechazan. Los seguidores de Maduro son denominados como «maduristas».

## Etimología
De acuerdo con Elías Jaua, en un principio los seguidores de Hugo Chávez se denominaban a sí mismos como «bolivarianos» hasta el año 2001. El término «chavista» surgió originalmente como una palabra peyorativa que luego fue reivindicada por los sectores que apoyan a la figura de Hugo Chávez.

### Fuentes ideológicas

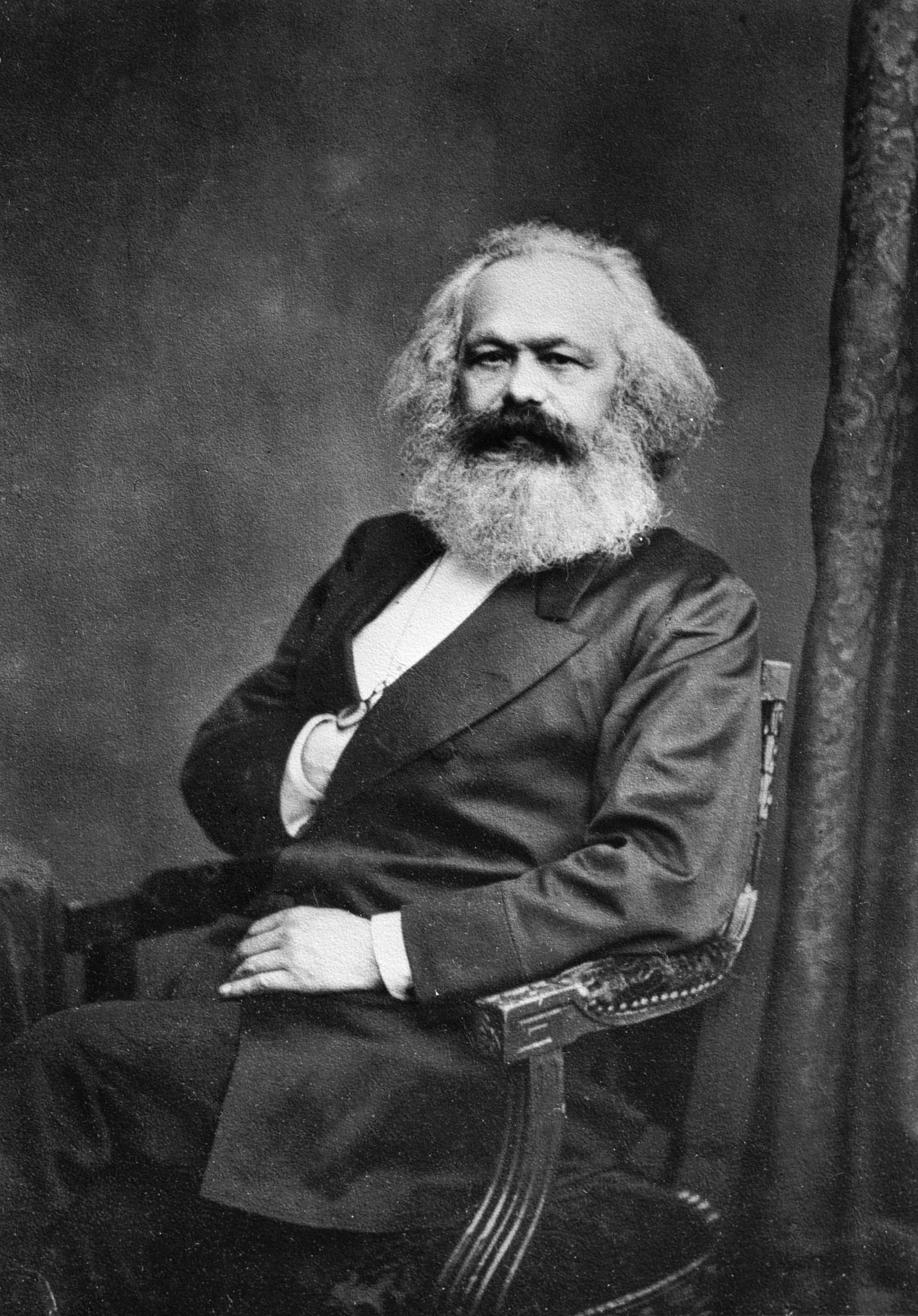
Las posiciones de Hugo Chávez con respecto al pensamiento de Karl Marx cambiaron a lo largo de su vida. De igual manera rechazó ciertas nociones del marxismo al formular su idea de socialismo.

### Política exterior

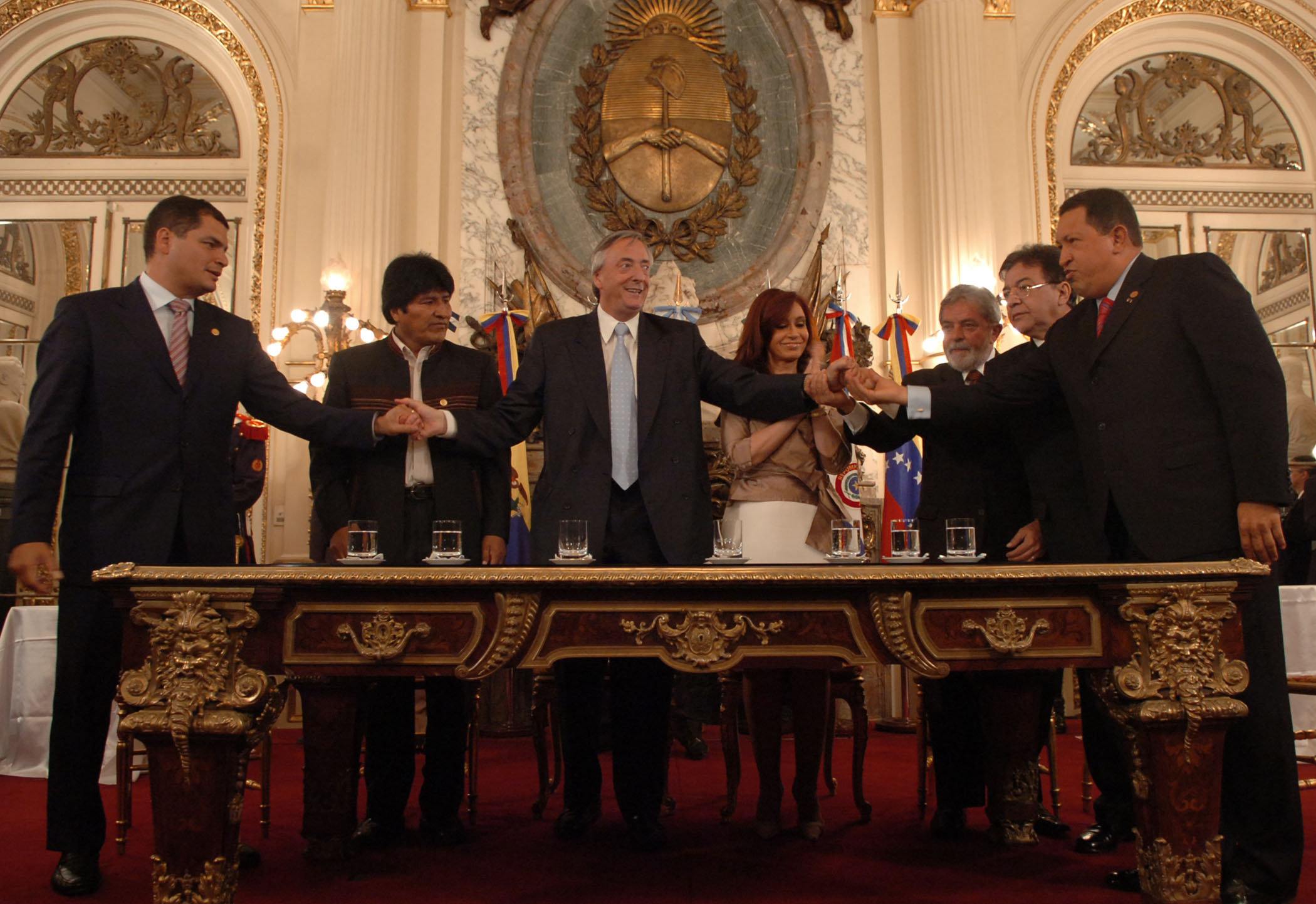
Chávez promovió alianzas con países latinoamericanos, sobre todo con los Gobiernos más afines a su línea ideológica.

### Política económica

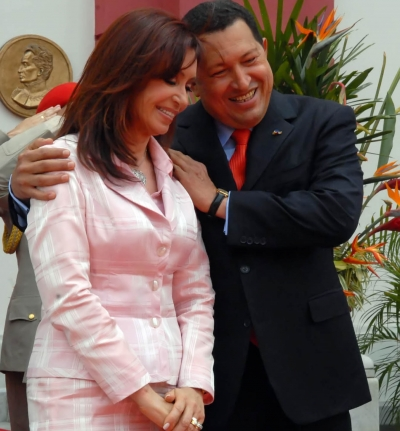
Hugo Chávez y Cristina Fernández de Kirchner

#### Socialismo chavista

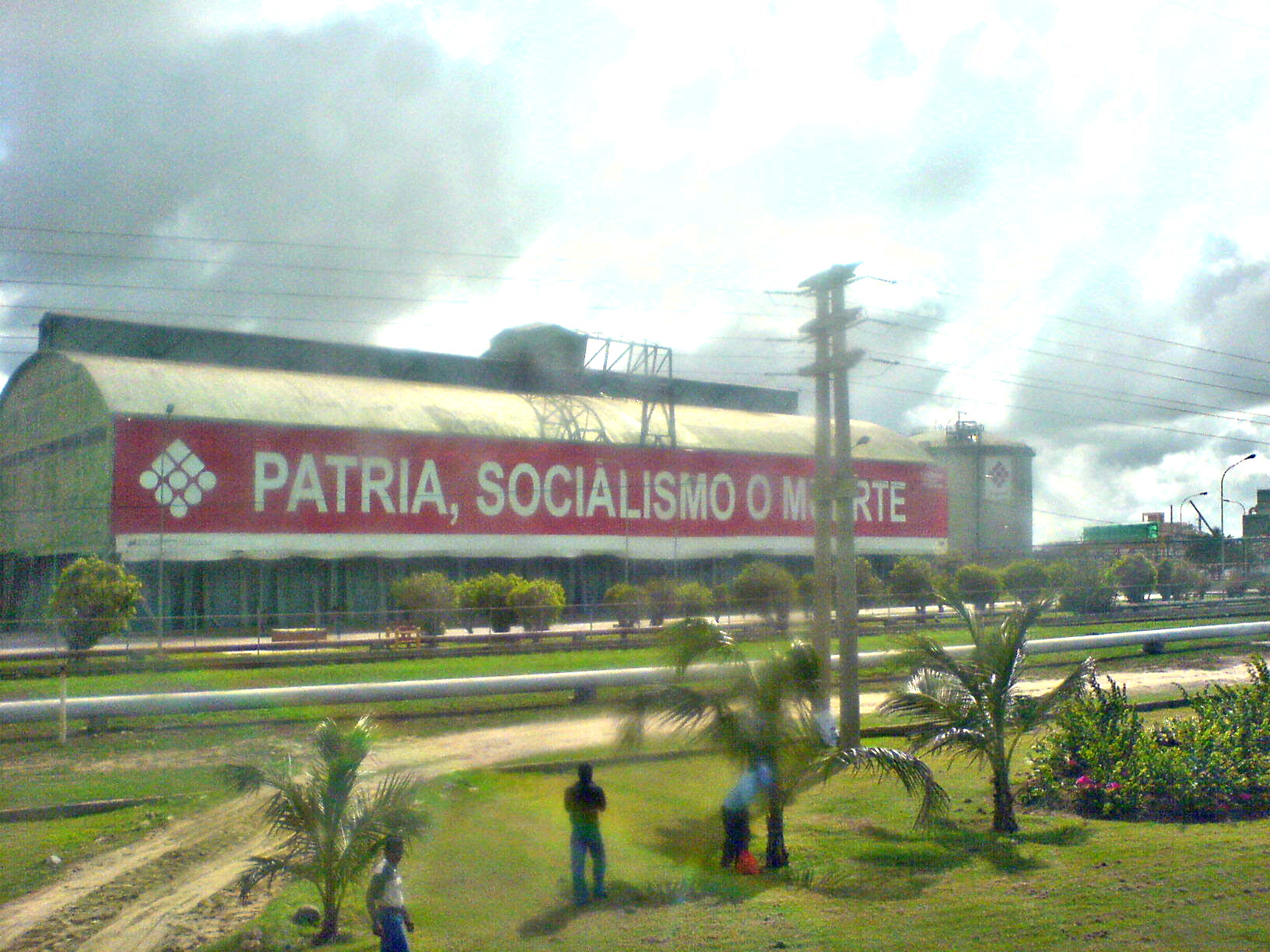
El chavismo defiende la construcción de un modelo propio socialista en Venezuela.

### Orígenes

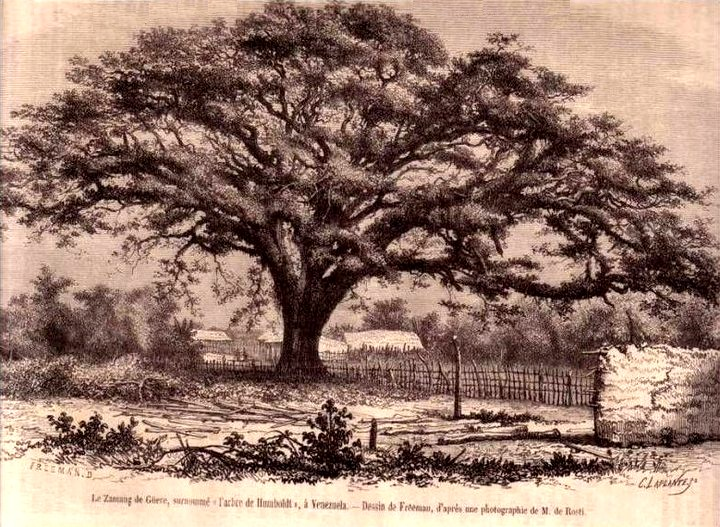
El Samán de Güere, árbol histórico bajo el cual se realizaba el juramento del Samán de Güere.

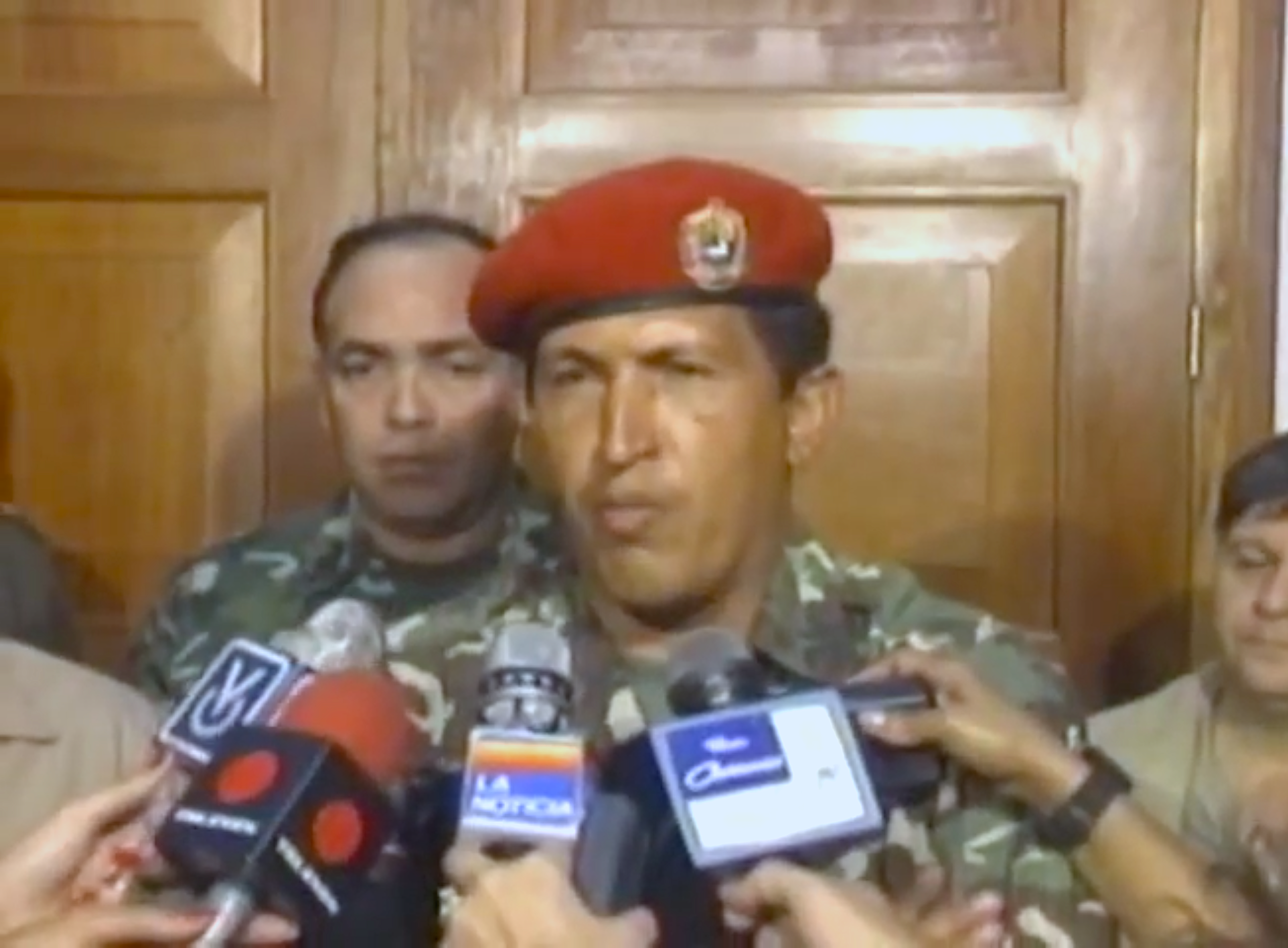
Chávez en su primera rueda de prensa el 4 de febrero de 1992, tras el golpe de Estado fallido al entonces presidente Carlos Andrés Pérez

### Presidencia de Chávez

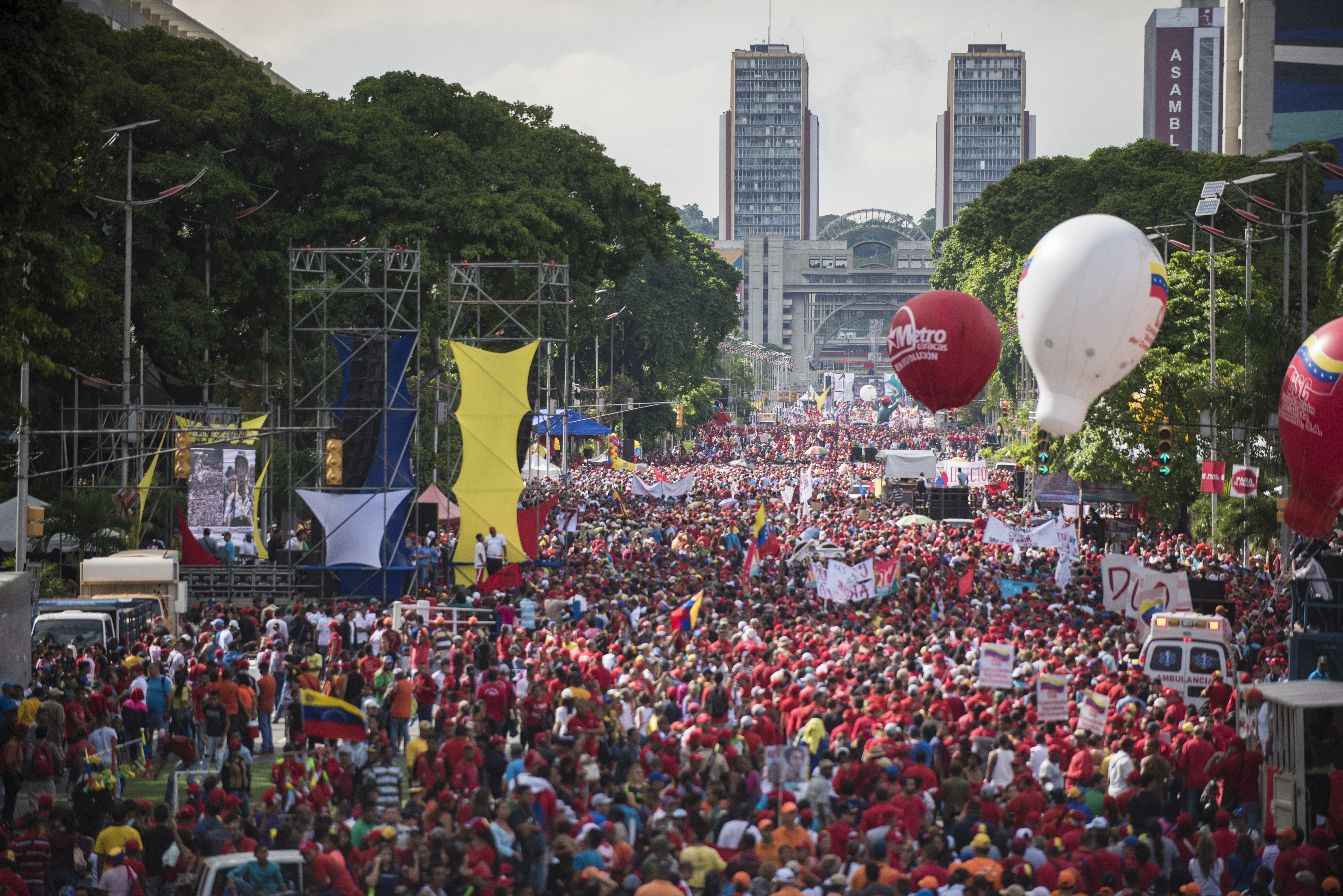
Manifestación de partidarios del Chavismo en la Avenida Bolívar, del centro de Caracas.

### Era pos-Chávez: Presidencia de Nicolás Maduro

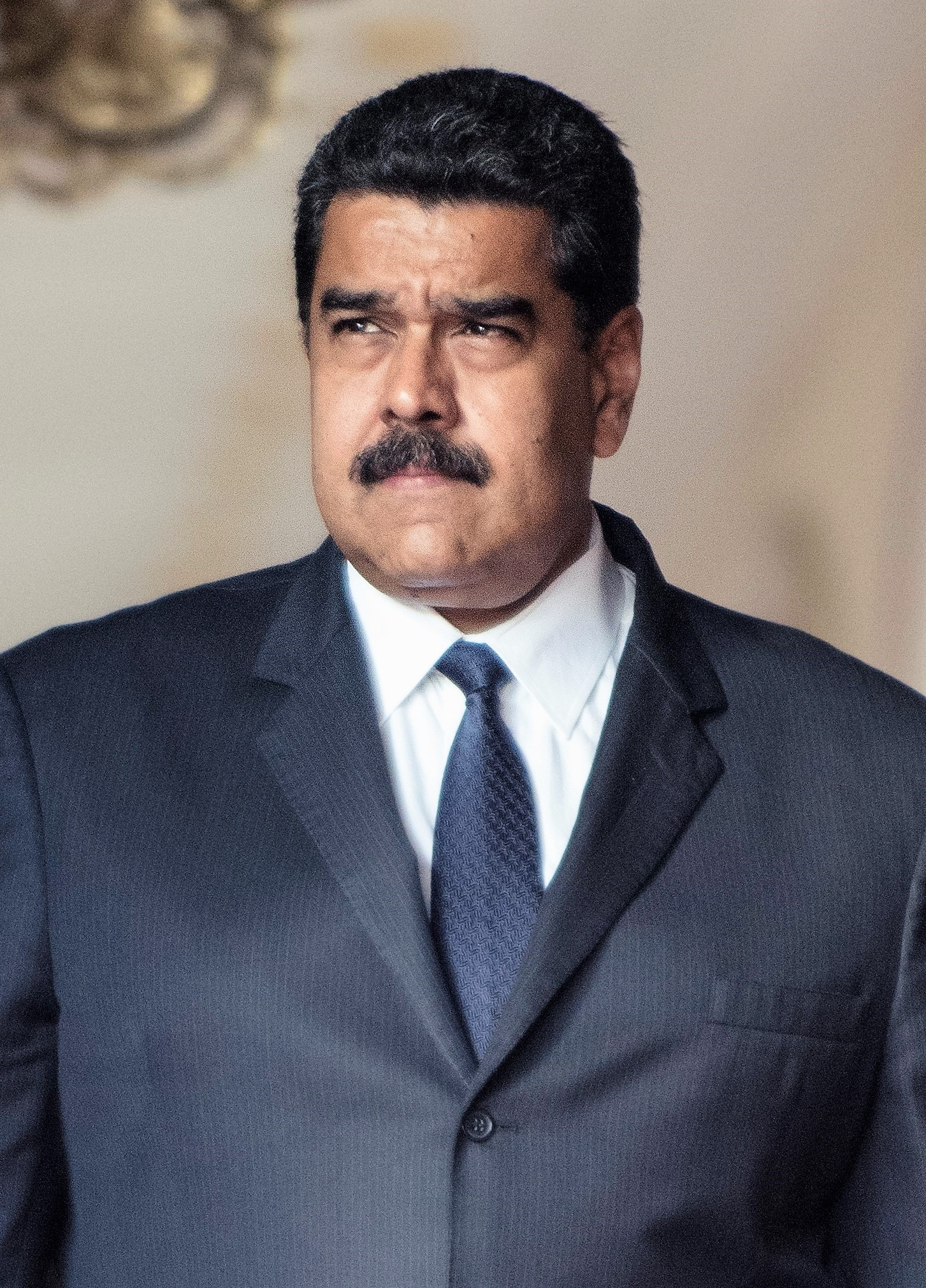
Tras el fallecimiento de Hugo Chávez, Nicolás Maduro se ha convertido en el principal líder de la Revolución bolivariana.

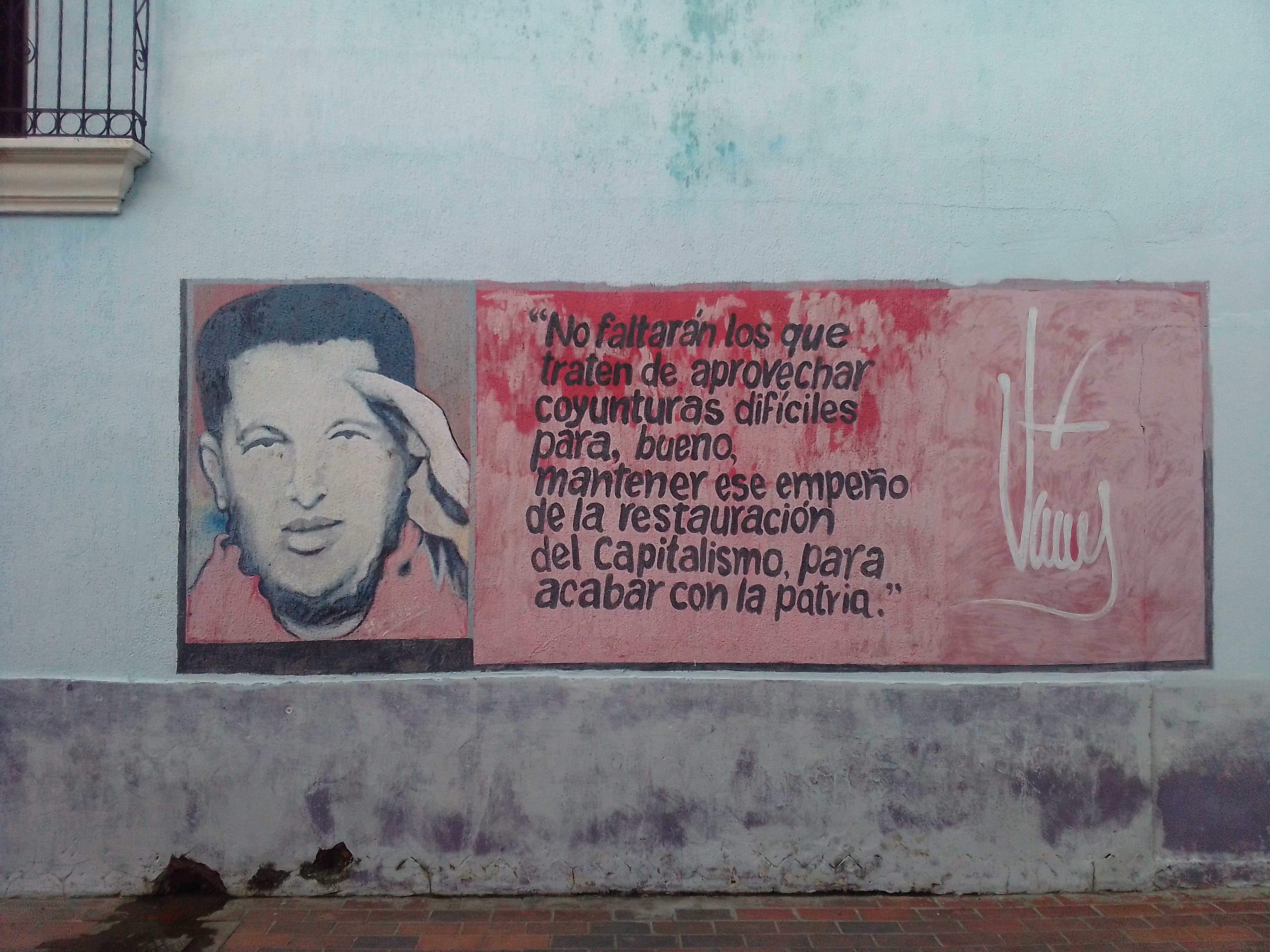
Mural de Hugo Chávez

## Caracterización